# J'aime ce que j'aime
J'aime ce que j'aime (すき。だからすき, Suki. Dakara suki.) est une série shōjo manga de CLAMP. Elle est prépubliée dans le magazine Monthly Asuka de Kadokawa Shoten en 1999 puis est reliée en trois volumes.
Elle est publiée en français aux éditions Pika Édition en 2001.

## Synopsis
Hinata vit seule dans une grande maison. Son père travaillant tout le temps, elle a préféré vivre à part pour ne pas le déranger.

Un jour, un nouveau voisin emménage dans la maison d'à côté, et elle fait sa connaissance. Il s'avère qu'il s'agit d'un nouveau professeur dans son école, qui s'occupe de sa classe.

Petit à petit, elle va se rendre compte qu'elle a un certain sentiment envers cette personne... qui n'est peut-être pas ce qu'il paraît.